# Девід Дінсмор (стрибун у воду)
Девід Дінсмор (англ. David Dinsmore, 25 травня 1997) — американський стрибун у воду. Учасник Чемпіонату світу з водних видів спорту 2017, де разом з товаришкою по збірній Крістою Палмер здобу бронзову медаль у командних змаганнях, набравши 395,9 очка.